# Ådöskatan
Ådöskatan är en udde i Finland.   Den ligger i den ekonomiska regionen  Jakobstadsregionen  och landskapet Österbotten, i den centrala delen av landet, 400 km norr om huvudstaden Helsingfors.
Terrängen inåt land är mycket platt. Havet är nära Ådöskatan åt nordväst. Runt Ådöskatan är det ganska tätbefolkat, med 172 invånare per kvadratkilometer. Närmaste större samhälle är Jakobstad, 6,3 km sydost om Ådöskatan. I omgivningarna runt Ådöskatan växer i huvudsak blandskog.